# Mercado Campero
El Mercado Narciso Campero es un importante centro de abasto de la ciudad de Oruro, en Bolivia. 

## Historia
En el lugar donde ahora está erigido el mercado solían concentrarse tropas independentistas. Esta fortaleza fue luego demolida dando lugar a una pequeña plaza de comidas que era conocida como Campero y, posteriormente, por asociación con este nombre, el mercado fue bautizado en 1913 como Narciso Campero, en honor al expresidente de Bolivia del mismo nombre.
El Mercado Campero es considerado uno de los mercados más importantes de la ciudad de Oruro y cuenta con una amplia oferta de productos y alimentos. Son conocidos los apis que se venden al interior, así como el charquekán y los zumos de fruta. 
A inicios de 2023 se suscitó un incendio en inmediaciones del mercado que dejó considerables daños materiales pero no víctimas fatales.